# Stora missionshuset
Stora missionshuset, tidigare Nya missionshuset, senare Allianskyrkan, var en stor frikyrklig gudstjänstlokal nära hörnet av Odengatan och Målaregatan (senare omdöpt till Gelbjutargatan), på Kålgården i Jönköping. 
Stora missionshuset byggdes 1876 för att ersätta Gamla missionshuset på Odengatan, vilket var det första missionshuset i Jönköping. Jönköpings missionsförening samlade vid denna tid stora skaror från landsbygden vid sina kvartalsvisa bönemöten, som hölls i anslutning till marknadsdagarna i Jönköping i januari, mars, maj och oktober varje år. Gamla missionshuset, som rymde omkring 1.000 personer, blev med tiden för litet, och därför uppfördes Nya missionshuset snett över Odengatan för omkring 3.000 besökare.
Missionshusets trädgård användes av eleverna i Storckenfeldtska flickskolan, som låg tvärsöver Målaregatan.  
Stora missionshuset omdöptes senare till Allianskyrkan. Namnet övertogs 1935 den nya, mindre Jönköpings allianskyrka på Kanalgatan vid Östra torget. Förutsättningarna hade förändrats i och med att många lokala församlingar med anknytning till Jönköpings Missionsförenings och dess efterträdare Svenska Alliansmissionen hade bildats, med lokala bönehus i byarna. Därmed hade behovet av en stor central lokal minskat.
Missionshuset drevs från sin invigning av Jönköpings missionsförening, som var en ombildning av det 1853 bildade Jönköpings Traktatsällskap. Efter bildandet 1919 av Svenska Alliansmissionen genom samgående av Jönköpings Missionsförening, Skandinaviska Alliansmissionen för yttre mission och Jönköpingskretsen av Kristliga ungdomsförbundet, blev Stora missionshuset centralkyrka för denna och fick så småningom namnet Allianskyrkan. 
Gamla Missionshuset blev från 1880 gudstjänstlokal för Jönköpings stadsmissionsförening, vilken 1884 anslöt sig till den andra centralorganisationen för missionsförsamlingar, Svenska missionsförbundet.
Stora missionshuset revs i slutet av 1970-talet eller början av 1980-talet. Till fastigheten, med fasad mot den till Gelbgjutargatan omdöpta Målaregatan, flyttades 1989 tvåvåningsträhuset Nydala från en plats i närheten.